# 容州
容州（ようしゅう）は、中国にかつて存在した州。

## 広西の容州
本節では、唐代から明初にかけて、現在の広西チワン族自治区玉林市一帯に設置された容州について述べる。
621年（武徳4年）、唐が蕭銑を滅ぼすと、隋の合浦郡北流県の地に銅州が置かれた。銅州は北流・陵城・豪石・普寧・渭竜・宕昌・新安・南流の8県を管轄した。627年（貞観元年）、銅州は容州と改称された。742年（天宝元年）、容州は普寧郡と改称された。758年（乾元元年）、普寧郡は容州の称にもどされた。容州は嶺南道の容管十州に属し、普寧・渭竜・欣道・北流・陵城の5県を管轄した。
宋のとき、容州は広南西路に属し、普寧・北流・陸川の3県を管轄した。
1276年（至元13年）、元により容州に安撫司が置かれた。1279年（至元16年）、容州安撫司は容州路総管府と改められた。後に容州路は容州と改められた。容州は湖広等処行中書省に属し、普寧・北流・陸川の3県を管轄した。
1377年（洪武10年）、明により容州は廃止され、容県に降格された。普寧県は廃止され、容県に併合された。容県は梧州府に転属し、北流県と陸川県は鬱林州に転属した。

## 重慶の容州
本節では、南北朝時代から隋初にかけて、現在の重慶市墊江県一帯に設置された容州について述べる。
『隋書』地理志には「西魏置容川、容山郡」（西魏は容川・容山郡を置いた）と記されている。王仲犖『北周地理志』は「以為容川乃容州之訛」（容川は容州の誤りとする）と考証しているが、その根拠は『周書』陸騰伝に「天和初、涪陵郡太守藺休祖拠楚・向・臨・容・開・信等州」とあることや「容川郡」が史書で確認できない事実による。これらのことから、西魏により設置されたのは容州であると考えられている。583年（開皇3年）、隋によりこの容州は廃止され、渠州に統合された。